# Серро-де-ла-Вига
Се́рро-де-ла-Вига (исп. Cerro de la Viga), Сан-Рафаэ́ль (исп. Cerro San Rafael) — гора, расположенная в Мексике, на границе муниципалитетов Артеага (штат Коауила) и Сантьяго (штат Нуэво-Леон). Её высота составляет 3715 метров над уровнем моря, таким образом это самая высокая точка штата Коауила, и одна из трёх самых высоких вершин Восточной Сьерра-Мадре и Северной Мексики.
Гребень горы тянется с запада на восток примерно на 40 км, на двадцать втором километре проходит граница между штатами Коауила и Нуэво-Леон.

## Природные особенности

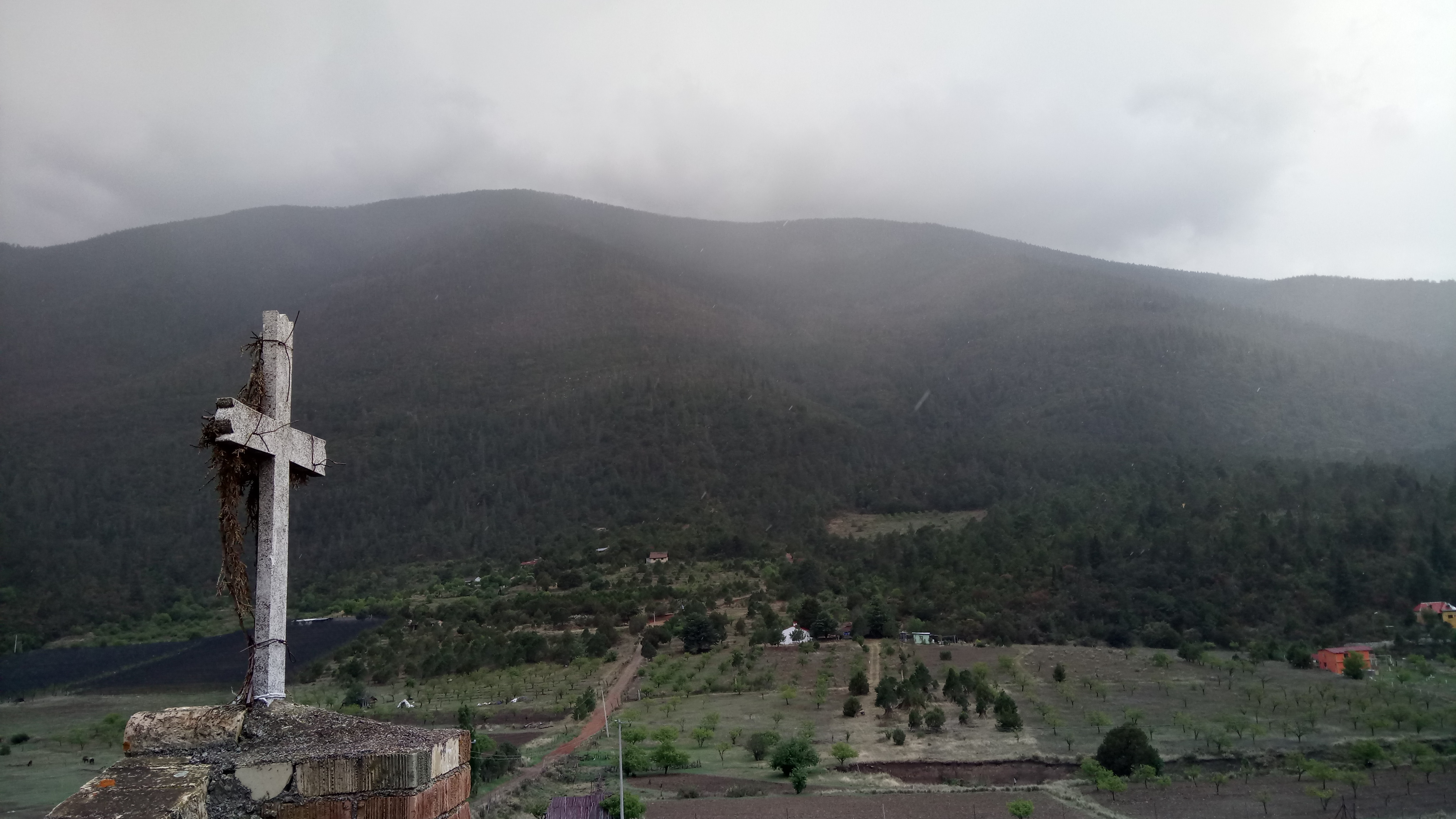
Вид на гору Серро-де-ла-Вига

Преобладающая растительность — хвойный лес, в зимние месяцы гора покрывается снегом. Климат характеризуется высотной поясностью, в соответствии с климатической классификацией Кёппена, на высоте 3427 м над уровнем моря и выше — ET (тундра), в то время как на меньших высотах преобладают Cfc и Cfb (умеренный климат без засушливого сезона).
В июне 2011 года южный склон горы был объят лесным пожаром.

## Туризм
Множество альпинистов поднимаются на вершину в любое время года. Вид с горы на вершине позволяет увидеть даже горы вокруг Монтеррея в ясный день. В месте, где проходит граница между штатами, гора расширяется, что заставляет некоторых думать, что это уже другая гора — Сьерра Потреро-де-Абрего, однако это заблуждение.